# 정혜공주
정혜공주(貞惠公主, 738년~777년 5월 29일(율리우스력 5월 25일)(음력 4월 14일))는 발해의 왕족이자 발해 문왕의 둘째 딸이다. 
원래는 위에 언니가 1명 있었으나 일찍 죽었기 때문에 사실상 장녀가 되었다.

## 개요
정혜공주에 대한 기록은 정혜공주묘의 비석에서 찾아볼 수 있다. 정혜공주는 발해를 건국한 대조영의 증손녀이자 발해의 왕녀이다. 그녀는 문왕의 두 번째 딸로 태어났는데, 정효공주의 언니이기도 했다. 묘지명에 의하면 그녀는 출가하였으나, 남편과 아들은 그녀보다 먼저 죽었으며, 보력(寶曆) 4년(777년) 4월 14일 40세 나이로 생을 마감했다. 정혜공주라는 시호를 받았으며, 보력 7년 11월에 진릉(珍陵) 서원(西原)에 배장(陪葬)되었다고 기록되어 있다. 오늘날의 지명으로는 중국 지린성 연변 조선족 자치주 돈화시 남쪽 5km에 위치한 육정산(六頂山) 고분군에 위치한다.

## 가계
- 부왕 : 문왕(文王, ? ~793 재위:737~793)
- 모후 : 효의황후(孝懿皇后)
  - 언니 : 미상(요절)
  - 정혜공주
    - 남편 : 미상
      - 아들 : 미상(요절)

  - 매 : 정연공주(생몰년 미상, 요절)
  - 매 : 정효공주(貞孝公主, 757~792)

## 같이 보기
- 정혜공주묘
- 정혜공주묘비
- 정효공주
- 정효공주묘
- 정효공주묘비
- 발해 문왕
- 발해 성왕
- 발해 강왕
- 대문예
- 대광덕
- 대원의